# 16 mai en sport
16 avril 16 juin
Chronologies thématiques
- Croisades
- Ferroviaires
- Disney

Le 16 mai (136e jour de l'année ou 137e en cas d'année bissextile) en sport.

## Événements

### XIXesiècle
- 1897
  - (Cyclisme) : sur la 7e édition de Bordeaux-Paris. le Français Gaston Rivierre s’impose devant le Néerlandais Mathieu Cordang, le Suisse Charles Meyer est 3e.

### XXesièclede1901à1950
- 1901 :
  - (Football) : premier match officiel de l'équipe d'Argentine qui s'incline 3-2 face à l'équipe d'Uruguay, dont c'était également le premier match officiel.
- 1909 :
  - (Cyclisme) : le Belge Victor Fastre s'impose dans Liège-Bastogne-Liège.
- 1926 :
  - (Football) : le FC Barcelone remporte la Coupe d'Espagne de football face à l’Atlético de Madrid, 3-2.
- 1932 :
  - (Sport automobile) : au Grand Prix automobile de Nîmes, victoire du Français Benoît Falchetto.
- 1937 :
  - (Sport automobile) : au Grand Prix des Frontières, victoire du Suisse Hans Ruesch.
- 1948 :
  - (Sport automobile) : au Grand Prix automobile de Monaco, victoire de l'Italien Giuseppe Farina.

### XXesièclede1951à2000
- 1971 :
  - (Rugby à XV) : l'AS Béziers remporte la finale du championnat de France face au RC Toulon, 15-9 après prolongation.
- 1973 :
  - (Football) : le Milan AC remporte la Coupe d'Europe des vainqueurs de coupes en s'imposant 1-0 en finale face à Leeds United FC.
- 1976 :
  - (Sport automobile /Formule 1) : au Grand Prix automobile de Belgique couru sur le circuit de Zolder, victoire de l'Autrichien Niki Lauda sur une Ferrari.
- 1979 :
  - (Football) : le FC Barcelone remporte la Coupe d'Europe des vainqueurs de coupes en s'imposant 4-3 après prolongation en finale face au Fortuna Düsseldorf.
- 1984 :
  - (Football) : la Juventus remporte la Coupe d'Europe des vainqueurs de coupes en s'imposant 2-1 en finale face au FC Porto.
- 1990 :
  - (Football) : la Juventus remporte la Coupe UEFA en s'imposant en finale face à la Fiorentina 3-0.
- 1992 :
  - (Voile) : les américains d'America Cube remportent la Coupe de l'America.
- 1995 :
  - (Basket-ball) : l'Olympique d'Antibes est champion de France.
- 1998 :
  - (Rugby à XV) : le Stade français remporte la finale du championnat de France face à l'USA Perpignan, 34-7.
  - (Football) : Arsenal FC réalise le doublé en battant Newcastle 2-0 en finale de la FA Cup à Wembley.
- 1999 :
  - (Football) : Manchester United est champion d'Angleterre.
  - (Sport automobile /Formule 1) : au Grand Prix automobile de Monaco, victoire de l'Allemand Michael Schumacher sur une Ferrari.
  - (Hockey sur glace) : la République tchèque est championne du monde en s'imposant en finale contre la Finlande, 3-1.

### XXIesiècle
- 2001 :
  - (Football) : Liverpool FC remporte la Coupe UEFA en s'imposant 5-4 en finale face au Deportivo Alavés.
- 2004 :
  - (Basket-ball) : Valenciennes remporte le championnat de France féminin devant Bourges.
- 2009 :
  - (Football) :
    - (Premier League) : Manchester United est sacré champion d'Angleterre pour la 18e fois.
    - (Liga) : Le FC Barcelone est sacré champion d'Espagne pour la 19e fois.
    - (Série A) : L'Inter Milan est sacré champion d'Italie pour la 4e fois consécutive.
- 2010 :
  - (Sport automobile /Formule 1) : au Grand Prix de Monaco, victoire de l'Australien Mark Webber sur une Red Bull-Renault.
- 2015 :
  - (Cyclisme sur route /Tour d'Italie) : l'Espagnol Beñat Intxausti remporte en solitaire la 8e étape du Tour d'Italie. Alberto Contador conserve le maillot rose de leader.
  - (Football /Ligue 1) : le PSG décroche le titre de champion de France de Ligue 1 après sa victoire à Montpellier (2-1). Battu par Saint-Étienne (1-2), qui peut toujours rêver de Ligue des champions, Évian-Thonon-Gaillard est officiellement relégué en Ligue 2 en compagnie de Lens et Metz.
- 2016 :
  - (Natation sportive /Championnats d'Europe) :aux Championnats d'Europe de natation, chez les femmes, victoire de la Hongroise Katinka Hosszú sur le 400 m 4 nages et des Pays-Bas sur le relais 4 × 100 m nage libre et chez les hommes, victoire de l'Italien Gabriele Detti sur le 400 m nage libre puis la France sur le relais 4 × 100 m nage libre.
- 2019 :
  - (Cyclisme sur route /Tour d'Italie) : sur la 6e étape du Tour d'Italie 2019 qui relie Cassino et San Giovanni Rotondo, sur une distance de 233 km, victoire de l'Italien Fausto Masnada. C'est son compatriote Valerio Conti qui s'empare du maillot rose.
- 2020 :
  - (Football /Bundesliga) : deux mois après l'arrêt de la Bundesliga à cause du coronavirus, les compétitions de football reprennent vie ce samedi en Allemagne, mais la Ligue s'est résolue à l'organisation de rencontres à huis clos, qui figure dans le protocole sanitaire présenté au gouvernement[1].
- 2021 :
  - (Cyclisme sur route /Tour d'Italie) : sur la 9e étape du Tour d'Italie qui se déroule entre Castel di Sangro et Campo Felice, sur une distance de 158 km, victoire du Colombien Egan Bernal avec quelques secondes d'avance et qui s'empare du maillot rose.
  - (Natation sportive /Championnats d'Europe) : sur la 7e journée des championnats d'Europe de natation, au plongeon, chez les hommes, sur la plateforme à 10m, victoire du Russe Aleksandr Bondar puis chez les femmes, sur le tremplin à 3m synchronisé, victoire des Allemandes Lena Hentschel et Tina Punzel. En nage en eau libre, sur le 25km, victoire du Français Axel Reymond.

## Naissances

### XIXesiècle
- 1848 :
  - Ernest Bambridge, footballeur anglais. (1 sélection en équipe nationale). († 16 octobre 1917).
- 1859 :
  - Horace Hutchinson, golfeur anglais. († 27 juillet 1932).
- 1882 :
  - Francesco Calì, footballeur puis entraîneur italien. (2 sélections en équipe nationale). Sélectionneur de l'équipe d'Italie en 1912, de 1914 à 1915 et de 1920 à 1921. († 3 septembre 1949).
  - Simeon Price, golfeur américain. Médaillé de bronze par équipes aux Jeux de Saint-Louis 1904. († 16 décembre 1945).
- 1897 :
  - Émile Hamilius, footballeur puis homme politique luxembourgeois. (1 sélection en équipe nationale). († 7 mars 1971).

### XXesièclede1901à1950
- 1907 :
  - Bob Tisdall, athlète de haies irlandais. Champion olympique du 400 m haies aux Jeux de Los Angeles 1932. († 27 juillet 2004).
- 1909 :
  - Luigi Villoresi, pilote de course automobile italien. († 24 août 1997).
- 1912 :
  - Alfred Aston, footballeur puis entraîneur français. (31 sélections en équipe de France). († 10 février 2003).
- 1918 :
  - Wilf Mannion, footballeur anglais. (26 sélections en équipe nationale). († 14 avril 2000).
- 1924 :
  - William Smith, nageur américain. Champion olympique du 400 m nage libre et du relais 4 × 200 m nage libre aux Jeux de Londres 1948. († 8 février 2013).
- 1925 :
  - Nílton Santos, footballeur brésilien. Champion du monde de football 1958 et 1962. Vainqueur de la Copa América 1949. (75 sélections en équipe nationale). († 27 novembre 2013).
- 1928 :
  - Billy Martin, joueur puis manager de baseball américain. († 25 décembre 1989).
- 1930 :
  - Romano Bettarello, joueur de rugby à XV italien. (2 sélections en équipe nationale). († 18 novembre 2005).
- 1935 :
  - Yvon Douis, footballeur français. (20 sélections en équipe de France). († 29 janvier 2021).
- 1943 :
  - Ove Kindvall, footballeur suédois. († 5 août 2025).

### XXesièclede1951à2000
- 1955 :
  - Olga Korbut, gymnaste soviétique puis biélorusse. Championne olympique du concours par équipes, du sol, de la poutre et médaillée d'argent des barres asymétriques aux Jeux de Munich 1972 puis championne olympique du concours par équipes et médaillée d'argent de la poutre aux Jeux de Montréal 1976. Championne du monde de gymnastique artistique du concours par équipes et du saut 1974.
  - Jack Morris, joueur de baseball américain.
  - Fabrizio Tabaton, pilote de rallye automobile italien.
- 1959 :
  - Mitch Webster, joueur de baseball américain.
- 1964 :
  - Olivier Dall'Oglio, footballeur puis entraîneur français.
- 1966 :
  - Giovanni Soldini, navigateur italien.
  - Thurman Thomas, joueur de foot U.S. américain.
- 1970 :
  - Gabriela Sabatini, joueuse de tennis argentine. Médaillée d'argent en simple aux Jeux de Séoul 1988.
- 1971 :
  - Vanessa Gray, joueuse de rugby à XV anglais. Victorieuse du Grand Chelem 2007. (23 sélections en équipe nationale).
- 1972 :
  - Christian Califano, joueur de rugby à XV puis entraîneur et consultant sportif français. Vainqueur des Grand Chelem 1997 et 1998, de la Coupe d'Europe de rugby à XV 1996. (70 sélections en équipe de France de rugby à XV).
- 1975 :
  - Jean-Christophe Devaux, footballeur puis entraîneur français.
  - Simon Whitfield, triathlète canadien. Champion olympique aux Jeux de Sydney 2000 puis médaillé d'argent aux Jeux de Pékin 2008.
- 1976 :
  - LaMarr Greer, basketteur américain.
- 1977 :
  - Ronny Ackermann, skieur de combiné nordique allemand. Médaillé d'argent du sprint individuel et par équipes aux Jeux de Salt Lake City 2002, puis médaillé d'argent par équipes aux Jeux de Turin 2006.
  - Jean-Sébastien Giguère, hockeyeur sur glace canadien.
- 1978 :
  - Matekitonga Moeakiola, joueur de rugby à XV américain. (32 sélections en équipe nationale).
  - Olga Zaïtseva, biathlète russe. Championne olympique du relais aux Jeux de Turin 2006, championne olympique du relais et médaillée d'argent du départ en ligne aux Jeux de Vancouver 2010 puis médaillée d'argent du relais aux Jeux de Sotchi 2014. Championne du monde de biathlon du relais 2005 puis championne du monde de biathlon du relais et de la Mass start 2009.
- 1980 :
  - Juan Arango, footballeur vénézuélien. Vainqueur de la Coupe des champions de la CONCACAF 2002. (127 sélections en équipe nationale).
  - Simon Gerrans, cycliste sur route australien. Vainqueur du Tour du Danemark 2011, de Milan-San Remo 2012 et de Liège-Bastogne-Liège 2014.
- 1981 :
  - Schalk Brits, joueur de rugby à XV sud-africain. Champion du monde de rugby à XV 2019. Vainqueur du The Rugby Championship 2019, des Coupe d'Europe de rugby à XV 2016 et 2017. (13 sélections en équipe nationale).
- 1982 :
  - Beat Gerber, hockeyeur sur glace suisse.
  - Łukasz Kubot, joueur de tennis polonais.
- 1983 :
  - Mindaugas Katelynas, basketteur lituanien.
- 1984 :
  - Tomas Fleischmann, hockeyeur sur glace tchèque.
  - Rick Rypien, hockeyeur sur glace américain. († 15 août 2011).
  - Darío Cvitanich, footballeur argentin.
- 1985 :
  - Anja Mittag, footballeuse allemande. Médaillée de bronze aux Jeux de Pékin 2008 puis championne olympique aux Jeux de Rio 2016. Championne du monde 2007. Championne d'Europe 2005, 2009 et 2013. Victorieuse des Coupe féminine de l'UEFA 2005 et 2010. (158 sélections en équipe nationale).
  - Corey Perry, hockeyeur sur glace canadien. Champion olympique aux Jeux de Vancouver 2010 puis aux Jeux de Sotchi 2014. Champion du monde de hockey sur glace 2016.
- 1986 :
  - Anthony Bourgeois, joueur de rugby à XV français.
- 1987 :
  - Joris Bert, joueur de baseball français.
  - Sharaud Curry, basketteur américain.
- 1988 :
  - Jermaine McGillvary, joueur de rugby à XIII anglais. (17 sélections en équipe nationale).
- 1990 :
  - Ognjen Kuzmić, basketteur bosnien-serbe. Vainqueur de l'Euroligue 2018.
  - Omari Johnson, basketteur jamaïcain-américain.
- 1991 :
  - Grigor Dimitrov, joueur de tennis bulgare.
  - Gueïda Fofana, footballeur français.
  - Matthias Plachta, hockeyeur sur glace allemand. Médaillé d'argent aux Jeux de Pyeongchang 2018.
  - Ashley Wagner, patineuse artistique américaine.
- 1992 :
  - Kervens Belfort fils, footballeur haïtien. (41 sélections en équipe nationale).
  - Jeff Skinner, hockeyeur sur glace canadien.
  - Richard van der Venne, footballeur néerlandais.
- 1993 :
  - Ricardo Esgaio, footballeur portugais.
  - Karol Mets, footballeur estonien. (57 sélections en équipe nationale).
  - Johannes Thingnes Bø, biathlète norvégien. Champion olympique du 20 km puis médaillé d'argent du relais 4 × 7,5 km et du mixte aux Jeux de Pyeongchang 2018. Champion du monde de biathlon du sprint 2015, de la mass start et du relais masculin 2016 puis du sprint 10 km, du relais 4 × 7,5 km, du mixte et du mixte simple 2019.
- 1994 :
  - Tamires Morena Lima, handballeuse brésilienne. (61 sélections en équipe nationale).
  - Maksim Osipenko, footballeur russe.
  - Anthony Turgis, cycliste sur route français.
- 1996 :
  - Louisa Chirico, joueuse de tennis américaine.
- 1997 :
  - Terence Davis, basketteur américain.
- 1999 :
  - Maxime Chevalier, cycliste sur route français.
  - Patrik Hellebrand, footballeur tchèque.
  - Matyáš Jachnicki, joueur tchèque de volley-ball.
- 2000 :
  - Omri Gandelman, footballeur israélien.
  - Karim Mané, basketteur sénégalo-canadien.

### XXIesiècle
- 2001 :
  - Marc Nielsen, footballeur danois.
- 2002 :
  - Mohammed Fuseini, footballeur ghanéen.
  - Ryan Gravenberch, footballeur néerlandais. (3 sélections en équipe nationale).
  - Quentin Merlin, footballeur français.
  - Kiliann Sildillia, footballeur français. Médaillé d'argent aux Jeux de Paris 2024.
  - Kenneth Taylor, footballeur néerlandais. Champion d'Europe de football des moins de 17 ans. (5 sélections en équipe nationale).
- 2006 :
  - Jannik Schuster, footballeur autrichien.

## Décès

### XXesièclede1901à1950
- 1924 :
  - Candy Cummings, 73 ans, joueur de baseball américain. (° 18 octobre 1848).

### XXesièclede1951à2000
- 1957 :
  - James Irvin, 64 ans, joueur puis entraîneur de hockey sur glace canadien. Vainqueur de la Coupe Stanley en tant qu'entraîneur-chef en 1932 avec les Maple Leafs de Toronto puis en 1944, 1946 et 1953 avec les Canadiens de Montréal. (° 19 juillet 1892).
- 1984 :
  - Karl Neumer, 97 ans, cycliste sur piste allemand. Médaillé d'argent de la poursuite par équipes puis médaillé de bronze du 660 yards aux Jeux de Londres 1908. (° 23 février 1887).

### XXIesiècle
- 2010 :
  - Jean Hébert, 85 ans, pilote et copilote de rallye français. (° 15 mars 1925).
- 2016 :
  - Jim McMillian, 68 ans, basketteur américain. (° 11 mars 1948).